# Olavo Bilac
Olavo Brás Martins dos Guimarães Bilac, född 16 december 1865, död 28 december 1918, var en brasiliansk poet.
Olavo Bilac var en av de främsta inom den parnassiska skolan och influerad av den franska parnassisterna Charles Marie René Leconte de Lisle och José-Maria de Heredia. Bland hans främsta diktsamlingar märks Poesias (1888) och den postuma Tarde (1919).